# Batocera sentis
Batocera sentis is een keversoort uit de familie van de boktorren (Cerambycidae). De wetenschappelijke naam is gepubliceerd in 1758 door Linnaeus in de tiende editie van Systema naturae.